# Lee Chung-hyun
Pour les articles homonymes, voir Lee.
Lee Chung-hyun (en coréen : 이충현), né en 1990, est un réalisateur et scénariste sud-coréen.

## Biographie
Depuis ses années de lycée, Lee Chung-hyun s'implique activement dans la création de courts métrages. En 2015, il se fait connaître grâce à son court métrage intitulé Bargain, qui a reçu des critiques positives dans divers festivals de cinéma.
Lee Chung-hyu fait ses débuts en tant que réalisateur de long métrage en 2020 avec le thriller Netflix The Call.

## Vie personnelle
Lee Chung-hyun est en couple avec l'actrice Jeon Jong-seo depuis décembre 2021, après s'être rencontrés lors du tournage de The Call,.

## Filmographie partielle

### Au cinéma
- 2017 : Chimmuk : co-scénariste[4]
- 2020 : The Call : réalisateur et scénariste[5]
- 2023 : Ballerina : réalisateur et scénariste[6],[7]

## Récompenses et distinctions
- (en) Lee Chung-hyun: Awards, sur l'Internet Movie Database